# 직업훈련

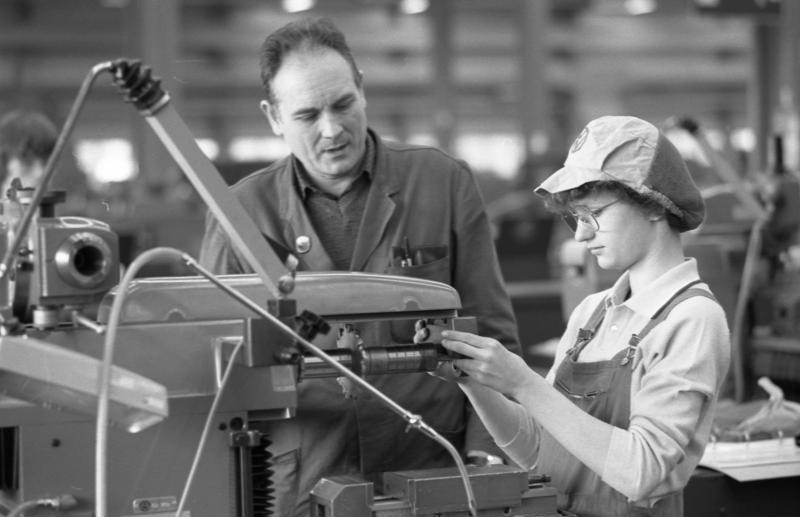

직업훈련(職業訓練, 영어: professional development, 독일어: berufsausbildung)은 국가 취업정책의 일환으로, 직업훈련기관을 통해 구직자 및 비정규직 근로자에게 직무 수행에 필요한 기술을 교육한다. 교육비를 무상으로 지원하고 매월 소정의 훈련수당을 지급한다.

## 교육 기간
개월 단위이며 교육 과정에 따라 차이가 있다.

## 직업훈련 자격
구직자(비정규직 재직자 포함)이면 누구든지 직업훈련을 받을 수 있다. 다만, 몇 가지 결격 사유가 있다.

### 결격사유
- 연소자 (만 15세 미만) 또는 고령자 (만 65세 이상)
- 초중등교육법 및 고등교육법의 규정에 따른 학교(야간·원격학교, 학점은행제 제외)에 재학 또는 휴학중인 자(자퇴 및 제적된 경우는 제외)
- 이미 다른 직업훈련기관에서 직업훈련을 받고 있는 자
- 실업급여 수급자
- 사업장에 재직중인 자(단, 비정규직 근로자 및 연매출 8,000만원 미만의 개인사업자는 참여가능)
- 공공근로사업 참여자
- 취업지원의 중단 내지 종료한 자로 중단(종료)일로부터 1년이 경과되지 아니한 자
- 부정사용으로 참여제한기간(최대 2년)을 경과되지 아니한 자

## 직업훈련비 지원
구직자 및 재직자(비정규직에 한함)모두 내일배움카드를 발급받아 훈련비를 결제하는데, 카드는 신용카드 또는 체크카드로 발급받는다. 발급카드사는 신한카드 및 NH농협은행에서 발급해준다. 훈련비 지원한도는 200만원이며, 일정부분은 자비부담이 존재한다.(청·장년층 내일 희망찾기 사업 참여자는 자비부담 면제), 단, 저소득층 및 취업취약계층, 중소기업 적합업종 수강 희망자, 취업성공패키지 참여자는 지원한도가 300만원이며, 자비부담을 면제해준다. 다만, 취업 및 창업은 하였으나 180일 이후 다시 실업 및 폐업한 경우 고용센터의 상담을 거쳐 100만원 한도를 재부여해준다. 내일배움카드를 3개월 내에 사용하지 않으면 자동으로 사용이 정지되며, 고용센터의 승인을 받아 정지를 해제할 수 있다.
내일배움카드 훈련직종은 반드시 본인이 선택한 직종에서만 수강하여야 하며(비슷한 분야는 상담을 거쳐 수강이 가능함), 전혀 다른분야와 함께 수강할 수 없다.
수강기간은 최대6개월이며, 저소득층 및 취업 취약계층, 취업성공패키지 참여자는 최대 8개월까지 수강할 수 있다.

## 훈련 수당의 지급 기준
실업급여 수급자격이 없고 매월 출석률 80% 이상일 경우 다음과 같이 지급된다.
- 훈련장려금 : 1일 5시간 미만 수강시 1일 2,500원(월 최대 50,000원), 1일 5시간 이상 수강시 1일 5,800원(월 최대 116,000원)을 지급함.

```
            지급받기 위해서는 훈련과정 종료일로부터 14일 이내에 직업훈련정보망(www.hrd.go.kr)에 접속하여 수강평을 작성하여야 함.
```

- 훈련참여지원수당 : 1일 18,000원 월 최대 284,000원(취업성공패키지 및 청·장년층 내일 희망찾기 사업 참여자)
  - 국가기간전략산업직종(일부 훈련직종에 한함)
  - 국가기간전략산업직종 참여자는 316,000원 별도 지급
  - 최초 수강시 20만원
  - 재수강시 10만원
  - 3회차 수강시 지급 불가
  - 단, 훈련장려금은 1개월 단위 출석률이 80% 이상인 경우에만 지급됨. 중도탈락/조기취업한 경우 해당 단위 개월에 훈련장려금은 지급되지 않음.
  - 실업급여를 받으시는 동안이나 공공근로사업에 참여하고 계신 동안에는 훈련장려금을 지급받을 수 없음.
  - 지급제외대상

```
 1. 단위기간 소정출석일수의 80%미만을 수강한 사람
 2. 취업 및 창업후에도 계좌적합훈련과정을 계속 수강하는 실업자
 3. 「고용보험법」에 따라 실업급여를 지급받는 사람
    (단, 구직급여 지급기간이 종료한 경우 종료일 다음날부터는 지원 가능)
 4. 훈련과정 종료후 수강평 입력기간 내에 수강평을 입력하지 않은 사람
```

## 출결 관리
출석체크는 직업훈련대상자가 내일배움카드를 지참하여 직업훈련기관에 설치된 단말기로 체크한다.
직업훈련에서의 출결은 훈련수당이나 국가기술자격검정의 필기시험 면제(일부훈련기관에 한함), 수료 인정 취업과도 연관이 있기 때문에 중요하다.
출결 구분은 다음과 같이 한다.
- 완전 출석의 경우는 그대로 출석으로 처리된다.
- 불완전 출석(지각, 조퇴, 외출)의 경우
  - 1일 훈련과정의 50% 이상 참여한 경우 지각, 조퇴, 외출로 처리된다.
  - 1일 훈련과정의 50% 미만 참여한 경우 결석으로 처리된다.
  - 지각, 조퇴, 외출이 3회 누적되면 1회 결석으로 처리된다.
- 결석의 경우 그대로 결석으로 처리된다.

(다만, 훈련과 관련된 자격시험 응시, 경조사, 예비군훈련, 기능대회 참가 등 불가피한 사정으로 인한 결석은 관련 서류제출을 거쳐 출석으로 인정된다.)

### 중도탈락
훈련생이 직업훈련을 받는 도중 그만두는 경우를 말한다. 수료하지 않거나 수강을 포기할 경우 계좌지원한도 20만원이 차감된다. 2회이상 미수료 및 수강포기시에는 남은 유효기간과 관계없이 계좌가 정지된다.
- 개인적인 의사에 의한 훈련 포기
- 과다한 결석으로 인해 훈련 포기로 간주되는 경우 (정당한 사유가 있는 경우는 제외된다.)
  - 5일 연속 결석 및 단위개월 내 10일 결석
- 상병이나 출산 등의 이유로 훈련을 계속 받을 수 없을 경우(이 경우 고용센터의 확인을 거쳐 계좌 유효기간 연장가능)
- 조기 취업 (총 훈련일수의 80% 미만 출석 상태에서 취업, 이 경우 고용센터에 통보하여야 하며, 해당 훈련과정은 종료일까지 수강가능함)

단, 훈련 개시일로부터 7일 이내에 훈련을 포기한 경우는 중도탈락으로 처리되지 않으며, 질병이나 출산 등의 사유로 중도탈락할 경우 해당 사유의 증빙자료(진단서 등)를 제출하면 훈련횟수에 산입되지 않는다.

### 수강제한처분
훈련생이 대리출석 및 내일배움카드 불법대여 등 부정수강행위를 하였을 경우에는 부정사용으로 간주되어 훈련생의 계좌의 잔액이 소멸되며, 이에 해당하는 금액과 추가금액을 반환해야 하며, 최대 2년간 정부지원 훈련에 참여할 수 없다.

## 수료
아래와 같이 두 가지 경우가 있다.
- 중도에 포기하지 않고 정해진 훈련 기간을 모두 채우는 경우
- 총 훈련일수의 80% 이상 출석 후 취업

## 같이 보기
- 직업훈련기관
- 청년구직활동지원금 보관됨 2019-04-10 - 웨이백 머신
- 직업교육 (en)